# 韩建铎
韓建鐸（1879年—1930年）字幼泉，河南光山人，清末民初滇军将领。

## 生平
韩建铎1879年生于河南光山海营（父：韩安澜）。1903年進入日本陆军士官学校第16期（即清国留学生第三期，与蔡锷、上官建勋、胡景伊等人同期）。1907年归国后，韩建铎出任云南督练公所教练处总办。受护理云贵总督沈秉堃委托，韩建铎任云南陆军讲武堂总办，由胡景伊协助，于1909年筹办云南陆军讲武堂。不久，云贵总督李經羲到任后，韩建铎调到陆军第十九镇炮标任标统，云南陆军讲武堂总办由胡景伊兼任。在炮标任标统时，韩建铎以“韩国饶”的化名参与辛亥革命。
云南军都督府成立后，韩建铎任军务部总长。1911年11月，云南组织滇军援川军一个师，以云南军都督府军务部总长韩建铎为师长（后来改称“滇军援川军总司令”），赴四川援助革命派。后因政局变化，滇军援川军撤回云南。此后，韩建铎曾任云南陆军第一师师长。随唐继尧入贵州后，留任刘显世的贵州督军署参谋长。1912年10月8日，获中华民国政府授陆军中将。1917年5月5日的贵州督军公署职员名册记载，当时贵州督军公署参谋长为韩建铎，副官处副官长为阮德炳，军务课课长为周敏时。
1917年7月5日，成都爆发了黔军戴戡和川军刘存厚之间的“刘戴之战”。刘显世乃组织讨逆军两个分队，以支援戴戡乱，其中第一支队长为韩建铎、第一支队参谋长为何应钦，第二支队长为袁祖铭。韩建铎与何应钦率第一支队经遵义、桐梓开赴四川，在綦江与重庆间遭到川军阻击。韩建铎与何应钦意见不统一，产生争执，造成军事停顿。后来戴戡身亡，该部队撤回贵州。
1921年，韩建铎担任云南陆军讲武学校校长。

## 家庭
後有6子：韩元明，韩元亮，韩元晖，韩元晓（韓甦），韩元昭，韩元曙。